# Calomeria africana
Calomeria africana là một loài thực vật có hoa trong họ Cúc. Loài này được (S.Moore) Heine mô tả khoa học đầu tiên năm 1967.